# Glenn Farr
Pour les articles homonymes, voir Farr.
Glenn Farr, né Edward Glenn Farr le 26 mars 1946 dans le comté de Los Angeles, et mort le 25 mai 2023 à Los Angeles, est un monteur américain.

## Filmographie (sélection)

### Cinéma
- 1974 : Harry et Tonto (Harry and Tonto) de Paul Mazursky
- 1976 : Next Stop, Greenwich Village de Paul Mazursky
- 1983 : L'Étoffe des héros (The Right Stuff) de Philip Kaufman
- 1984 : Runaway : L'Évadé du futur (Runaway) de Michael Crichton
- 1985 : Commando de Mark L. Lester
- 1988 : L'Emprise des ténèbres (The Serpent and the Rainbow) de Wes Craven
- 1989 : Preuve à l'appui (en) de Michael Crichton
- 1991 : Une place à prendre (Career Opportunities) de Bryan Gordon
- 1992 : Sur la corde raide (Out on a Limb) de Francis Veber

### Télévision
- 2007 : Rome (5 épisodes)
- 2008-2012 : Mentalist (33 épisodes)
- 2012-2013 : Nashville (5 épisodes)

## Distinctions

### Récompenses
- Oscars 1983 : Oscar du meilleur montage pour L'Étoffe des héros